# Metacucujus
Metacucujus — рід жуків родини Boganiidae. Поширений у Південній Африці (ПАР та Намібія).

## Спосіб життя
Дорослі жуки живляться пилком саговників з роду Encephalartos. Личинки живляться суцвіттям цих же дерев.

## Види
- Metacucujus encephalarti Endrödy-Younga, 1986
- Metacucujus goodei Endrody-Younga, 1991
- Metacucujus transvenosi Endrody-Younga, 1991